# Alfred Chupin
Alfred Pierre Marie Chupin (* 13. August 1916 in Brest; † 26. Juli 2021 auf Formentera) war ein französischer Politiker. Er war vom 17. Juni 1951 bis zum 1. Dezember 1955 für das Département Finistère Abgeordneter der Nationalversammlung der Vierten Republik und vom 26. Oktober 1947 bis zum 9. Mai 1953 Bürgermeister von Brest.

## Leben
Alfred Chupin wurde als Sohn eines Eisenwarenhändlers geboren. Er besuchte ab 1936 die Fliegerschule École de l’air, erhielt eine Ingenieurausbildung und wurde Jagdflieger in der französischen Luftwaffe. 1942 verließ er das Militär; er besuchte die École supérieure d’électricité und nahm im Anschluss eine Tätigkeit beim Pariser Fernmeldeamt auf. Während der Deutschen Besetzung Frankreichs schloss sich der Résistance an und wurde im Juni 1944 bei den Forces françaises de l’intérieur (FFI) zum Hauptmann ernannt.
Nach dem Kriegsende war Chupin als Geschäftsführer einer Sanitär- und Heizungsfirma tätig. Er begann sich im Umfeld von Charles de Gaulle politisch zu engagieren und wurde 1947 für den RPF zum Bürgermeister von Brest gewählt. In seine Amtszeit fiel der Wiederaufbau der durch den Krieg zerstörten Stadt. Trotz des Todes des Arbeiters und CGT-Gewerkschafters Édouard Mazé, der am während einer Demonstration am 17. April 1950 durch die Beteiligung örtlicher Polizeikräfte ums Leben kam, wurde Chupin als Bürgermeister wiedergewählt.
Ab 1949 war Chupin Mitglied des Generalrates (Conseil général) im Département Finistère, ab 1951 für den RPF Abgeordneter der Nationalversammlung. Im Zuge seiner Laufbahn näherte er sich politisch der linken Mitte an, ehe er sich nach Auflösung des RPF der sozialliberalen UDSR-Gruppe anschloss. 1953 endete seine Amtszeit als Bürgermeister, zu seinem Nachfolger wurde Yves Jaouen (MRP) gewählt.
Chupin stimmte bei der Vertrauensabstimmung 1954 für die Amtseinführung von Pierre Mendès France zum Ministerpräsidenten und unterstützte dessen Politik. In der Folgezeit entfernte er sich weiter von seinen anfänglichen gaullistischen Positionen und sprach sich unter anderem für die Europäische Verteidigungsgemeinschaft aus. 1956/57 war er Mitglied der Gemeinsamen Versammlung der EGKS bei der Ausarbeitung der Römischen Verträge.
Bei den Parlamentswahlen 1956 trat er als Vorsitzender der RGR-Liste im Finistère an, erhielt jedoch nur 3,2 % der abgegebenen Stimmen und verlor daraufhin das Abgeordnetenmandat in der Nationalversammlung. Im Anschluss zog er sich aus dem politischen Leben zurück.